# Newcastle Local Municipality
Newcastle (englisch Newcastle Local Municipality) ist eine Lokalgemeinde im Distrikt Amajuba der südafrikanischen Provinz KwaZulu-Natal. Der Verwaltungssitz der Gemeinde befindet sich in Newcastle. Bürgermeister ist Ntuthuko Mahlaba.
1854 war der Hauptvermessungsingenieur der Regierung von Natal, Sutherland, gezwungen, fast zwei Wochen an den Ufern des angeschwollenen Ncandu River zu verbringen. Um sich die Zeit zu vertreiben, entwarf er einen Bebauungsplan, benannte die Straßen nach Regierungsmitgliedern und legte den Plan nach seiner Rückkehr in Pietermaritzburg vor. Sutherland scheint von Anfang an den Namen Newcastle für seine Idee favorisiert zu haben. Namensgeber der Gemeinde und der Stadt war der Duke of Newcastle, ein ehemaliger britischer Staatssekretär für die Kolonien zwischen 1852 und 1859.

## Geografie
Newcastle ist die größte von drei Gemeinden im Distrikt. Sie liegt im Nordwesten der Provinz am Ncandu River am Fuß der Drakensberge. Im Norden grenzt sie an die Provinz Mpumalanga und im Nordosten an eMadlangeni. Südlich von Newcastle liegt die Gemeinde Dannhauser und westlich die Provinz Freistaat.
Teile des Chelmsford Dam gehören zu Newcastle, der einen Teil der südlichen Gemeindegrenze bildet. Ein weiterer Stausee ist der Amcor Dam. Im Nordosten wird Newcastle durch den Buffalo River abgegrenzt.

## Städte und Orte
- Charlestown
- Madadeni
- Newcastle
- Osizweni

## Wirtschaft
Die Nationalstraße N11 verläuft durch Newcastle und verbindet die Gemeinde mit Gauteng im Norden und Ladysmith und eThekwini im Süden. Die Nationalstraße ist von einem Korridor umgeben in dem ein Großteil der Industrie der Gemeinde angesiedelt ist. Von Osten nach Westen ist Newcastle über die R34 an die umgebenden Gemeinden angeschlossen.
Ursprünglich hatten Fertigung, Bergbau und soziale Einrichtungen den Hauptanteil an der Wirtschaftsleistung der Region um die Stadt Newcastle. Insbesondere als sich nach großen Kohlenfunden der frühere Staatskonzern ISCOR in der Stadt ansiedelte. Allerdings gehen die Produktionsindustrie und der Bergbau zurück. Mittlerweile sind private Haushalte der Hauptarbeitgeber in der Gemeinde. Trotz der Unsicherheit in der Fertigungsindustrie sind Textilunternehmen immer noch ein sehr wichtiger Arbeitgeber der Region. Die Textilindustrie wird hauptsächlich von chinesischen und taiwanischen Investoren getragen.
Ein Großteil des Gemeindegebiets dient als unkultiviertes Weideland. Daneben wird Ackerbau und Forstwirtschaft betrieben.

## Bevölkerung
Im Jahr 2011 hatte die Gemeinde 363.236 Einwohner auf einem Gebiet von 1855 Quadratkilometern. Davon waren 91,9 % schwarz, 3,9 % weiß, 3,2 % Inder oder Asiaten und 0,8 % Coloureds. Erstsprache war zu 84,9 % isiZulu, zu 6,3 % Englisch, zu 3,5 % Afrikaans und zu 0,9 % isiNdebele.

## Sehenswürdigkeiten
In Newcastle gibt es einige alte Gebäude zu besichtigen, wie das Rathaus aus dem Jahr 1897, das unter Denkmalschutz steht. Auch das Gebäude der Carnegie Art Gallery, einer Kunstgalerie aus dem Jahre 1915, ist ein Nationaldenkmal. Das Museum stellt zeitgenössische südafrikanische Kunst aus. Newcastle liegt in der Nähe der Battlefield Route mit vielen historischen Kriegsschauplätzen.